# 朱幼塨
永年荣安王朱幼塨（1441年—1508年），明朝瀋康王朱佶焞嫡九子，母亲是王妃韩氏。瀋简王朱模孙，明太祖曾孙。明朝第一代永年王。

## 生平
正統八年（1443年）九月赐名。景泰五年（1454年）五月，明代宗遣駙馬都尉石璟等為正使、給事中李英等為副使，持節冊封朱幼塨為永年王。
景泰六年（1455年）正月，朝廷应瀋、晋、秦王府各王之请求，赐朱幼塨及其兄长瀋世子朱幼㙾、三兄清源王朱幼㘧、四兄辽山王朱幼墏、六兄内丘王朱幼𡐔、七兄廣宗王朱幼𡊍、八兄唐山王朱幼墧等大紅織金紵絲紗羅各一匹。二月，朝廷又賜朱幼塨等人儀杖等物。
天顺元年（1457年）四月，明英宗遣定國公徐永寧等為正使、給事中劉昭等為副使，各自持節冊封兵馬副指揮李剛的女兒為永年王妃。七月，給朱幼𡊍、朱幼墧、朱幼塨歲祿各二千石，米鈔各半。天顺二年（1458年）正月，賜朱幼𡐔、朱幼𡊍、朱幼墧、朱幼塨煤戶菜戶各二戶。十二月，因朱幼𡐔、朱幼𡊍、朱幼塨奏请，給校尉月糧。
天顺三年（1459年）十月，瀋庄王朱幼㙾奏称父亲朱佶焞生前选择当时还是潞州百姓的李剛的女兒為永年王妃、李磐為朱幼㙾的妹妹長平郡主的儀賓，已受封冊，未及成婚，朱佶焞就去世了，如今朱佶焞已去世两年有余，阴阳书说明年结婚对弟弟和妹妹不利，请求今年择日成婚。事下禮部，侍郎鄒榦说三年之喪是大禮，服丧期间成親是有明确的法律禁止的，朱幼㙾及其弟妹还没有服完丧期，就惑於陰陽之說而欲廢喪制，请求让行代府長史司告诉朱幼㙾等服丧期满再成婚。明英宗说这是長史不能輔導之罪，命巡按御史按律逮捕问罪。
天顺四年（1460年）三月，給永年、內丘二王府校尉月糧。
成化元年（1465年）七月，朱幼塨奏请增加校尉十名以备役使。明宪宗说郡王已有校尉三十名，不必增加，命为常令。
朱幼塨屡次称岁用不足，请求将折色禄米中的三十石改為本色。成化十一年（1475年）正月，获准。
弘治五年（1492年）七月，因朱幼塨请求醫藥，赐予之。
弘治十三年（1500年）五月，朱幼㙾奏朱幼塨寢室左右廂房及原封冊印袞冕冠服都因火灾烧毁，请求派官员勘察重新给予，并重造府第。礼部覆议，由山西镇巡等官查实回奏、施行，焚毁的冊印送內府熔化。弘治十四年（1501年）八月，朱幼塨再请求重造冊印、袞冕冠服、居住的寢宮房屋，获准。
正德三年（1508年），朱幼塨去世。其嫡长子朱詮𨰜、嫡长孙朱勛浚都已经先去世。正德四年（1509年）二月，朱幼㙾奏称朱勛浚的嫡长子朱胤橚七岁，承重主喪，請求封為永年長子，管理府事，获准。正德十六年（1521年）八月，朱胤橚受册袭封。

## 影响
嘉靖元年（1522年）十一月，朱幼塨的侄子瀋恭王朱詮鉦奏称四弟宿遷王朱詮鏅的冊印冕服被火灾烧毁，请求以朱幼塨为例，奏請重新给予。礼部称冊印虽毁，尚有鎔銀，按例需要先封好送上再请求。此事交鎮巡等官勘察回覆，朱詮鉦照办，明世宗命铸印给朱詮鏅。

## 评价
- 《弇山堂别集》卷074：寵祿光大，好和不争。

## 家庭

### 妻妾
- 王妃李氏（1441年10月29日—1519年5月21日），生子二，女三[21]

### 子孫
- 嫡長子：永年長子→永年懷僖王（追封）朱詮𨰜，夫人段氏（1463年11月30日—1543年6月5日），其墓誌銘由李延馨撰、趙希夔書，李延康篆額[22]
  - 嫡長子：永年長孫→永年悼順王（追封）朱勛浚，夫人都氏[22]
    - 嫡長子：永年恭裕王朱胤橚
      - 第一子：永年莊憲王朱恬𤊟
      - 第二子：鎮國將軍朱恬煜，配孫氏，封夫人[22]
      - 第三子：鎮國將軍朱恬㶧，配崔氏，封夫人[22]
      - 第四子：鎮國將軍朱恬燎，配都氏，封夫人[22]
      - 女：太谷縣主，儀賓段繼科[22]

  - 嫡次子：輔國將軍朱勛漚，弘治元年（1488年）十二月賜名[23]，弘治三年（1490年）十一月按制度賜誥命冠服[24]，正德九年（1514年）奪祿米三月[25]，嘉靖五年（1526年）八月在世[26]，配陳氏[22]
    - 第一子[27]：奉國將軍朱胤栻，嘉靖三年（1524年）十二月明世宗賜其《書經集傳》《孝順事實》《為善陰隲》各一部，為其書院賜名養德[28]，配宋氏，繼宋氏[21]

  - 子：輔國將軍朱勛注，弘治五年（1492年）三月按制度賜誥命冠服[29]，正德四年（1509年）從瀋莊王朱幼㙾所請，賜《皇明典禮》《為善陰隲》《孝順事實》各一部[30]，正德九年（1514年）奪祿米三月[25]，配何氏，繼栗氏[22]
  - 嫡五子：輔國將軍朱勛澧，弘治三年（1490年）十二月賜名[31]，弘治六年（1493年）四月按制度賜誥命冠服[32]，正德九年（1514年）奪祿米三月[25]，配趙氏，封夫人[21]
  - 子：輔國將軍朱勛𣽤，弘治六年（1493年）四月按制度賜誥命冠服[32]，正德九年（1514年）奪祿米三月[25]，配黃氏，封夫人[21]
  - 第六子：輔國將軍朱勛洸，弘治五年（1492年）六月賜名[33]，正德九年（1514年）奪祿米三月[25]，配原氏，封夫人[22]
  - 第一女：安寧郡君，儀賓王鍾[21][22]
  - 第二女：宣城郡君，儀賓程謙[21][22]
  - 孫：奉國將軍朱胤栻[22]，父朱勛漚[28]
  - 孫：奉國將軍朱胤楧，配王氏[21][22]
  - 孫：奉國將軍朱胤櫓，配劉氏，繼楊氏，花氏[22]
  - 孫：奉國將軍朱胤桶，配苖氏[22]
  - 孫：奉國將軍朱胤㭓，配李氏[22]
  - 孫：奉國將軍朱胤⿰木富，配路氏[22]
  - 孫：奉國將軍朱胤棏，配李氏[22]
  - 孫：奉國將軍朱胤樻，配張氏[22]
  - 孫：奉國將軍朱胤𣐳，配李氏[22]
  - 孫：奉國將軍朱胤𣓊，配梁氏[22]
  - 孫：奉國將軍朱胤檰，配李氏，繼郭氏[22]
  - 孫：奉國將軍朱胤㰉，配王氏[22]
  - 孫：奉國將軍朱胤𣔴，配韓氏[22]
  - 孫：奉國將軍朱胤杒[22]
  - 孫：奉國將軍朱胤樣[22]
  - 孫：朱某二人，幼[22]
  - 孫女：上隆縣君，儀賓陳橋[22]
  - 孫女：全椒縣君，儀賓劉鎧[22]
  - 孫女：汾源縣君，儀賓宋騰鵬[22]
  - 孫女：河北縣君，儀賓陳富[22]
  - 孫女：崑山縣君，儀賓苖緯[22]
  - 孫女：銅陵縣君，儀賓宋之奎[22]
  - 孫女：沙縣縣君，儀賓程二柱[22]
  - 孫女：象山縣君，儀賓崔汝楫[22]
  - 孫女：朱氏四人，幼[22]
  - 曾孫：鎮國中尉朱恬烵，配張氏，封恭人[22]
  - 曾孫：鎮國中尉朱恬炊[22]
  - 曾孫：鎮國中尉朱恬熢[22]
  - 曾孫：鎮國中尉朱恬𤌍[22]
  - 曾孫：鎮國中尉朱恬爟[22]
  - 曾孫：鎮國中尉朱恬燼[22]
  - 曾孫：鎮國中尉朱恬燫[22]
  - 曾孫：鎮國中尉朱恬熽[22]
  - 曾孫：鎮國中尉朱恬灼[22]
  - 曾孫：鎮國中尉朱恬燈[22]
  - 曾孫：鎮國中尉朱恬熆[22]
  - 曾孫：鎮國中尉朱恬熖[22]
  - 曾孫：鎮國中尉朱恬⿰火梅[22]
  - 曾孫：鎮國中尉朱恬焍[22]
  - 曾孫：鎮國中尉朱恬⿰火要[22]
  - 曾孫女：平潭鄉君，儀賓屈朝漢[22]
  - 曾孫女：雍榆鄉君，儀賓馮汝璧[22]
  - 曾孫女：朱樓桑[22]
  - 曾孫女：朱槃駝[22]
  - 曾孫女：朱氏五人，幼[22]
  - 玄孫：朱某二人（非朱珵封），幼[22]
  - 玄孫女：朱氏五人，幼[22]
- 嫡次子：鎮國將軍朱詮鑵，成化四年（1468年）五月賜名[34]，嘉靖二十一年（1542年）五月已故[35]，配夫人郭氏[21]
  - 嫡長子：輔國將軍朱勛溢（1485年12月29日—1560年11月15日），號虛谷，弘治元年（1488年）十二月賜名[23]，弘治五年（1492年）三月按制度賜誥命冠服[29]，夫人陳氏（1482年9月10日—1503年2月23日），是潞州平政坊民人陳粟的次女，弘治十三年（1500年2月9日）受封夫人[36]，繼沈氏（1484年9月29日—1525年12月18日），繼張氏[37]
    - 嫡長子：奉國將軍朱胤椲，嘉靖三十九年（1560年）已故。生母陳氏，夫人李氏，封淑人[37]
      - 第一子：鎮國中尉朱恬爌，配趙氏，封恭人[37]
      - 第二子：鎮國中尉朱恬炡，嘉靖三十九年（1560年）已故。配宋氏，封恭人[37]
        - 第一子：輔國中尉朱珵𡑎，娶馬氏，封宜人[37]
          - 第一子：朱某，幼[37]
          - 第一女：朱氏[37]
          - 第二女：朱氏[37]

        - 第二子：朱珵㘱，嘉靖三十九年（1560年）已故[37]
        - 第三子：朱珵堿，幼[37]
        - 女：宗女，宗壻原桂[37]

      - 第三子：鎮國中尉朱恬煨，配任氏，封恭人[37]
        - 第一子：輔國中尉朱珵壘[37]

      - 第四子：鎮國中尉朱恬焀，嘉靖三十九年（1560年）已故，配栗氏，封恭人[37]
      - 第一女：宜都鄉君，儀賓任弘道[37]
      - 第二女：洪善鄉君，儀賓趙利器[37]
      - 第三女：玉屏鄉君，儀賓張同元[37]

  - 子：輔國將軍朱勛溶，弘治六年（1493年）四月按制度賜誥命冠服[32]，配徐氏[21]
  - 嫡三子：輔國將軍朱勛消，弘治五年（1492年）四月賜名[38]，弘治六年（1493年）四月按制度賜誥命冠服[32]，配趙氏[21]
  - 第四子：朱勛灝，弘治六年（1493年）正月賜名[39]，其祖母李氏墓誌未載此人，或早夭[21]
  - 嫡五子：輔國將軍朱勛淍，弘治十七年（1504年）七月賜名[40]，配申氏[21]
  - 子：輔國將軍朱勛潫，配璩氏[21]
  - 第一女：新？郡君，儀賓李雲？[21]
  - 第二女：霑益郡君，儀賓王楫[21]
  - 第三女：甘泉郡君，儀賓張？[21]
  - 第四女：？城郡君，儀賓蘇注[21]
  - 第五女：平山郡君，儀賓郭璽[21]
  - 孫：朱胤柿[21][41]
  - 孫：朱胤榙[21][41]
  - 孫：朱胤桂[21][41]
  - 孫：朱胤栲[21][41]
  - 孫：朱胤柊[21][41]
- 第一女：濬縣縣主，儀賓練端[21]
- 第二女：清城縣主，儀賓吳洲[21]
- 第三女：興寧縣主，儀賓牛？[21]

另有玄孫鎮國中尉朱恬燉、朱恬炟，萬曆二年（1574年）五月在世。